# Renifer tundrowy
Renifer tundrowy, ren, karibu (Rangifer tarandus) – gatunek ssaka z rodziny jeleniowatych (Cervidae), zamieszkujący arktyczną tundrę i lasotundrę w Eurazji i Ameryce Północnej.

## Systematyka

### Taksonomia
Takson po raz pierwszy opisany przez K. Linneusza w 1758 pod nazwą Cervus tarandus. Jako miejsce typowe autor wskazał „(łac.) Habitat in Alpibus Europae et Asiae maxime septentrionalibus”, zidentyfikowane przez O. Thomasa jako Laponia w Szwecji. Jedyny przedstawiciel rodzaju renifer (Rangifer) utworzonego przez C. H. Smitha w 1827 roku.

### Podgatunki
Wyróżniono kilkanaście podgatunków R. tarandus:
- R. tarandus buskensis
- R. tarandus caboti
- R. tarandus caribou – renifer kanadyjski
- R. tarandus dawsoni – renifer wyspowy (wymarły[2])
- R. tarandus fennicus – renifer fiński
- R. tarandus groenlandicus
- R. tarandus osborni
- R. tarandus pearsoni
- R. tarandus pearyi – renifer mały
- R. tarandus phylarchus
- R. tarandus platyrhynchus
- R. tarandus sibiricus
- R. tarandus tarandus – renifer europejski
- R. tarandus terraenovae

## Charakterystyka
Masa ciała reniferów wynosi od 55 do 318 kg, natomiast długość ciała 150–230 cm. Wysokość w kłębie obu płci dochodzi do 120 cm. Mają gęste owłosienie, z długą grzywą na szyi. Sierść zapewnia dobrą ochronę przed mrozem. Kolor futra zależny jest od podgatunku, regionu występowania, płci i pory roku; obejmuje barwy od ciemnobrązowej po niemal białą. U obu płci występuje okazałe poroże, nieco mniejsze u samic i u młodych. Samce zrzucają poroże zaraz po rui u samic. Główne różnice między przedstawicielami poszczególnych podgatunków przejawiają się niektórych wymiarach czaszki i reszty szkieletu, budowie poroża oraz w zachowaniu.

## Ekologia

### Pożywienie
Renifer jest roślinożerny – zjada trawy, mchy, liście krzewów, byliny i porosty, zwłaszcza chrobotki, a także niektóre grzyby. Porosty szczególnego znaczenia nabierają w zimie. W razie niemożności zdobycia pożywienia wskutek grubej i twardej pokrywy śniegu renifery mogą wędrować na zadrzewione obszary, by zjadać porosty z drzew.

### Drapieżniki
Różne drapieżniki intensywnie polują na renifery, a nadmierne polowania prowadzone przez ludzi na niektórych obszarach, przyczyniają się do spadku populacji. Orły przednie polują na cielęta - są najbardziej wydajnymi łowcami na terenach wycieleń. Rosomaki porywają nowonarodzone cielęta lub rodzące krowy, a także (rzadziej) osłabione dorosłe osobniki. Niedźwiedzie brunatne i polarne polują na renifery niezależnie od ich wieku, ale, podobnie jak rosomaki, najczęściej atakują słabsze zwierzęta, takie jak cielęta i chore osobniki, ponieważ zdrowe dorosłe renifery zazwyczaj są w stanie prześcignąć niedźwiedzia. Wilk szary jest najskuteczniejszym naturalnym drapieżnikiem dorosłych zwierząt; zabija je w dużych ilościach, szczególnie w okresie zimowym. Niektóre stada wilków szarych, a także pojedyncze niedźwiedzie grizzly w Kanadzie, mogą podążać za danym stadem reniferów i utrzymywać się z niego przez cały rok.
W 2020 r. naukowcy na Svalbardzie byli świadkami, i mogli po raz pierwszy sfilmować atak niedźwiedzia polarnego na renifera, wpychającego go do oceanu, po czym niedźwiedź dogonił go i zabił. Ten sam niedźwiedź z powodzeniem powtórzył tę technikę polowania następnego dnia. Na Svalbardzie szczątki reniferów stanowią 27,3% odchodów niedźwiedzi polarnych, co sugeruje, że "mogą one stanowić istotną część diety niedźwiedzi polarnych na tym obszarze".
Owady wysysające krew, takie jak komary, meszkowate, a zwłaszcza giez Hypoderma tarandi i Cephenemyia trompe, są plagą reniferów w okresie letnim i mogą powodować stres na tyle silny, by zahamować karmienie i wycielenia. Dorosły renifer może stracić około 1 litr krwi na skutek ukąszeń owadów w ciągu każdego tygodnia spędzonego w tundrze. Nękające owady sprawiają, że zwierzęta te są w ciągłym ruchu, poszukując wietrznych obszarów, takich jak szczyty wzgórz i grzbiety górskie, skaliste urwiska, brzegi jezior i leśne ostępy lub połacie śniegu, które oferują wytchnienie od brzęczącej hordy. Gromadzenie się w dużych stadach jest kolejną strategią stosowaną przez karibu w celu powstrzymania owadów.
Renifery są dobrymi pływakami, a w jednym przypadku całe ciało renifera zostało znalezione w żołądku rekina grenlandzkiego (Somniosus microcephalus), gatunku występującego na dalekim północnym Atlantyku.

## Rozmnażanie
Ruja trwa od października do listopada. Występuje poligynia; jeden samiec zapładnia kilka samic. Ich liczba różni się w zależności od ekotypu karibu; w Kanadzie jest to od mniej niż 5 do ponad 20. Notowana długość ciąży jest wysoce zmienna, wynosi 203–240 dni. Porody odbywają się zwykle w maju i czerwcu; u reniferów z północnych części zasięgu samice cielą się później, niż te z południa. Porody przebiegają synchronicznie: w danym stadzie 90% młodych rodzi się w okresie 5–15 dni. Po około 45 dniach życia młode żywią się głównie pokarmem innym, niż mleko matki, które jednak nadal spożywają. Cielęta są narażone na drapieżnictwo; zależnie od regionu występowania, śmiertelność w pierwszym roku życia może osiągać 14–77%, a w okolicach o wysokim zagęszczeniu wilków szarych (Canis lupus) i grizli (Ursus arctos horribilis) dochodzi do 90%.
Dojrzałość płciową renifery osiągają w wieku 16-17 miesięcy, jednak rzadko rozpoczynają wtedy rozród. Samice zwykle kopulują pierwszy raz w wieku 28-41 miesięcy; samce zaczynają się rozmnażać z powodzeniem w wieku 4-5 lat.

## Ochrona
IUCN od 2015 uznaje renifera tundrowego za gatunek narażony na wyginięcie (VU, Vulnerable). Wcześniej uchodził za gatunek najmniejszej troski (LC, Least Concern). Na decyzji zaważył znaczny (40% w badanym okresie) spadek liczebności globalnej populacji. Spośród północnoamerykańskich podgatunków najmniej liczną populacja wyróżniał się renifer mały (R. tarandus pearyi). W 2004 jego liczebność wynosiła około 2000 osobników.

## Renifery w kulturze
Renifery miały ciągnąć sanie św. Mikołaja. Renifer nie jest zwierzęciem w pełni udomowionym przez człowieka, ale wszechstronnie wykorzystywanym m.in. przez Samojedów, Lapończyków, Tunguzów jako zwierzę juczne, wierzchowe, pociągowe, dostarczające mleka, mięsa, skór, kości i rogów. Karibu nie zostały nigdy w pełni udomowione. Mięso półdzikich norweskich reniferów cechuje wyższa zawartość witaminy B12, żelaza, cynku i selenu, niż norweska wołowina, baranina, jagnięcina, wieprzowina i drób.